# والدرباخ
والدرباخ (به آلمانی: Walderbach) یک شهر در آلمان است که در Cham واقع شده‌است.